# Kim Kuk-thae
Kim Kuk-thae (koreanisch: 김국태, * 27. August 1924 in Seihsin, Provinz Kankyō-hokudō, Japanisches Kaiserreich; † 13. Dezember 2013) war ein nordkoreanischer Generalleutnant und Politiker der Partei der Arbeit Koreas (PdAK) und Vorsitzender der Parteikontrollkommission sowie Mitglied des Politbüros des Zentralkomitees der PdAK.

## Leben
Kim Kuk-thae, dessen Vater Kim Chaek an der Seite Kim Il-sungs für die Souveränität Nordkoreas kämpfte und später Vize-Ministerpräsident, Industrieminister und Kommandeur im Koreakrieg war, wuchs in der Mandschurei auf und absolvierte Studien an der Kim-Il-sung-Universität sowie anschließend von 1947 bis 1949 an der Lomonossow-Universität in Moskau. Er übernahm ab Anfang der 1960er Jahre zunehmend bedeutendere Aufgaben in der PdAK sowie in der Regierung Nordkoreas und war zunächst Vizepräsident der Zentralen Parteiakademie, der Kim-Il-Sung-Parteihochschule.
1963 wurde er zum Generalleutnant der Koreanischen Volksarmee (KVA) befördert und übernahm zugleich das Amt des Vize-Generaldirektors der Politischen Hauptverwaltung der Armee. Während der vierten Legislaturperiode wurde Kim 1967 zum Deputierten der Obersten Volksversammlung gewählt und gehörte dieser seitdem an.
Im Februar 1968 erfolgte seine Wahl zum Kandidaten des ZK der PdAK sowie seine Ernennung zum Leiter der Abteilung für Propaganda und Agitation der Partei. 1972 wurde er Mitglied der Zentralen Wahlkommission und dann 1976 Dekan der Kim-Il-sung-Parteihochschule. 1977 war er zudem wieder vorübergehend kommissarischer Leiter der Abteilung für Propaganda und Agitation und wurde 1980 zum Mitglied des ZK der PdAK gewählt.
Kim Kuk-thae, der 1982 mit dem Kim-Il-sung-Orden ausgezeichnet wurde, wurde 1983 wieder zum Leiter der Abteilung für Propaganda und Agitation ernannt, ehe er im August 1984 Leiter der ZK-Abteilung für Wissenschaft und Bildung wurde. 1985 übernahm er schließlich das Amt des Leiters der wichtigen Abteilung für Kader des ZK der PdAK. Daneben wurde er im November 1986 Mitglied des Kandidatenprüfungsausschusses des Obersten Volkskongresses.
Nachdem er zwischen 1990 und 1993 wieder Dekan der Kim-Il-sung-Parteihochschule war, wurde er 1993 Sekretär des ZK der PdAK für Kader. In dieser Funktion gehörte er in den folgenden Jahren zu den Komitees der Partei für die Ausrichtung der Staatsbegräbnisse für Kim Il-sung 1994, Verteidigungsminister Marschall O Chin-u 1995 und dessen Nachfolger Ch’oe Kwang 1997.
2010 wurde Kim Kuk-thae zum Mitglied des Politbüros sowie zum Vorsitzenden der Parteikontrollkommission des ZK der PdAK gewählt und gehörte somit dem obersten Führungsgremium der Partei an.
Am 13. Dezember 2013 starb er im Alter von 89 Jahren infolge einer Herzinsuffizienz und wurde mit den Ehren eines Staatsbegräbnisses bestattet.